# Théorème de Beck
Pour le théorème de Jonathan Mock Beck (en) en théorie des catégories, voir Théorème de monadicité de Beck (en).
En géométrie discrète, le théorème de Beck peut faire référence à plusieurs résultats différents, dont deux sont donnés ci-dessous. Tous deux ont été publiés, avec d'autres théorèmes importants, dans un article fameux de József Beck (en). Ils concernent principalement des minorants du nombre de droites « déterminées » par un ensemble fini de points du plan, c'est-à-dire contenant au moins deux points de cet ensemble.

## Théorème d'Erdős-Beck
Le théorème d'Erdős-Beck est une variante d'un résultat classique de Leroy Milton Kelly (en) et William O. J. Moser sur les configurations de n points dont au plus n – k sont alignés, pour un certain k tel que 0 < k < O(√n). Ils avaient montré que pour n assez grand par rapport à k, la configuration engendre au moins kn – (1/2)(3k + 2)(k – 1) droites.
Elekes et Tóth on remarqué que ce théorème ne s'étend pas facilement aux dimensions supérieures. Soient par exemple 2n points de ℝ3, disposés sur deux droites non coplanaires, n points par droite. Une telle configuration n'engendre que 2n plans. Ainsi, étendre trivialement l'hypothèse à des ensembles de points de ℝd ne suffit pas à obtenir le résultat souhaité.
Le résultat suivant, conjecturé par Erdős, a été démontré par Beck.
Théorème — Soit S un ensemble de n points du plan, dont au plus n – k sont alignés, pour un certain k tel que 0 ≤ k < n – 2. Alors, le nombre de droites déterminées par les points de S est un Ω(nk).

## Théorème de Beck
Le théorème de Beck établit qu'un ensemble fini de points du plan tombe toujours dans l'un des deux cas extrêmes suivants : le cas où une grande partie des points sont sur une même droite, et le cas où il faut beaucoup de droites pour relier tous les points.
Bien que cela ne soit pas mentionné dans l'article de Beck, son résultat peut se déduire du théorème d'Erdős-Beck (en posant k = n(1 – 1/C)).

### Énoncé
Il existe des constantes positives C et K telles que pour n points quelconques du plan, au moins l'un des deux énoncés suivants soit vrai :
1. Il y a une droite qui contient au moins n/C des points.
2. Il y a au moins n2/K droites dont chacune contient au moins deux des points.

Dans l'énoncé originel de Beck, C est égal à 100 et K n'est pas précisé ; on ne sait pas quelles sont les valeurs optimales pour C et K.

### Démonstration
Soient P un ensemble de n points du plan et j un entier strictement positif. Deux points A et B de P seront dits j-connectés si la droite qui les joint contient entre 2j et 2j + 1 – 1 points de P (en comptant A et B).
Déduisons du théorème de Szemerédi-Trotter que le nombre de droites de ce type est un O(n2/23j + n/2j). Considérons pour cela l'ensemble L des droites contenant au moins 2j points de P. On remarque que
puisqu'une paire de points ne peut être incluse dans deux droites distinctes. D'après le théorème de Szemerédi-Trotter, il en résulte que le nombre d'incidences entre P et L est un O(n2/22j + n). Les droites qui relient des points j-connectés appartiennent à L et chacune d'entre elles contribue au total par au moins 2j incidences. Le nombre de ces droites est donc un O(n2/23j + n/2j).
Comme chacune d'elles relie Ω(22j) paires de points, on en déduit que le nombre de paires de points j-connectés est un O(n2/2j + 2jn).
Soit C > 0 une constante arbitraire. En faisant la somme, sur les j tels que C ≤ 2j ≤ n/C, de la série géométrique, on voit alors que le nombre de paires qui sont j-connectées pour l'un de ces j est un O(n2/C).
D'autre part, le nombre total de paires est n(n – 1)/2.  Donc si l'on choisit C assez grand, on peut trouver (par exemple) n2/4 paires qui ne sont j-connectées pour aucun des j tels que C ≤ 2j ≤ n/C.  Les droites qui connectent ces paires passent soit par moins de 2C points, soit par plus de n/C points. Si au moins l'une des droites est dans ce second cas, on obtient la conclusion 1 du théorème de Beck. On peut donc se placer dans le cas où les n2/4 paires sont toutes connectées par des droites passant par moins de 2C points. Mais chacune de ces droites ne peut connecter qu'au plus C(2C – 1) paires de points. Il y en a donc au moins n2/4C(2C – 1) qui connectent au moins deux points, et la conclusion 2 du théorème s'ensuit en prenant K = 4C(2C – 1).